# Neochariesthes subsaperdoides
Neochariesthes subsaperdoides är en skalbaggsart som först beskrevs av Stefan von Breuning 1960.  Neochariesthes subsaperdoides ingår i släktet Neochariesthes och familjen långhorningar. Inga underarter finns listade i Catalogue of Life.